# Kinangkong
Kinangkong is een bestuurslaag in het regentschap Karo van de provincie Noord-Sumatra, Indonesië. Kinangkong telt 1247 inwoners (volkstelling 2010).